# Jeanne Williams
Jeanne Williams est une écrivaine américaine. Elle vit en Arizona dans les monts Chiricahua